# ادریس اچ چرگی
ادریس اچ چرگی (انگلیسی: Idriss Ech-Chergui؛ زادهٔ ۲۲ مهٔ ۱۹۸۵) بازیکن فوتبال اهل فرانسه است.
از باشگاه‌هایی که در آن بازی کرده‌است می‌توان به باشگاه فوتبال سن-اتین، باشگاه فوتبال القبائل، باشگاه فوتبال پاریس اف سی، باشگاه فوتبال نیم المپیک، و باشگاه فوتبال مونترال اشاره کرد.